# Diego Morales
Pour les articles homonymes, voir Morales.
Diego Morales est un boxeur mexicain né le 11 décembre 1979 à Tijuana.

## Carrière
Frère cadet d'Erik Morales, il passe professionnel en 1996 et devient champion du monde des poids super-mouches WBO le 7 juin 1999 en battant l'argentin Victor Godoi par abandon à l'issue de la 11e reprise. 
Diego conserve sa ceinture aux dépens de Ysaias Zamudio le 31 juillet suivant puis est battu par Adonis Rivas le 20 novembre 1999. Il mettra un terme à sa carrière de boxeur en 2007 sur un bilan de 27 victoires et 2 défaites.